# Central do Maranhão
Central do Maranhão är en kommun i Brasilien.   Den ligger i delstaten Maranhão, i den nordöstra delen av landet, 1 500 km norr om huvudstaden Brasília. Antalet invånare är 7 988.
I omgivningarna runt Central do Maranhão växer i huvudsak städsegrön lövskog. Runt Central do Maranhão är det ganska glesbefolkat, med 23 invånare per kvadratkilometer.